# イディル・ビレット

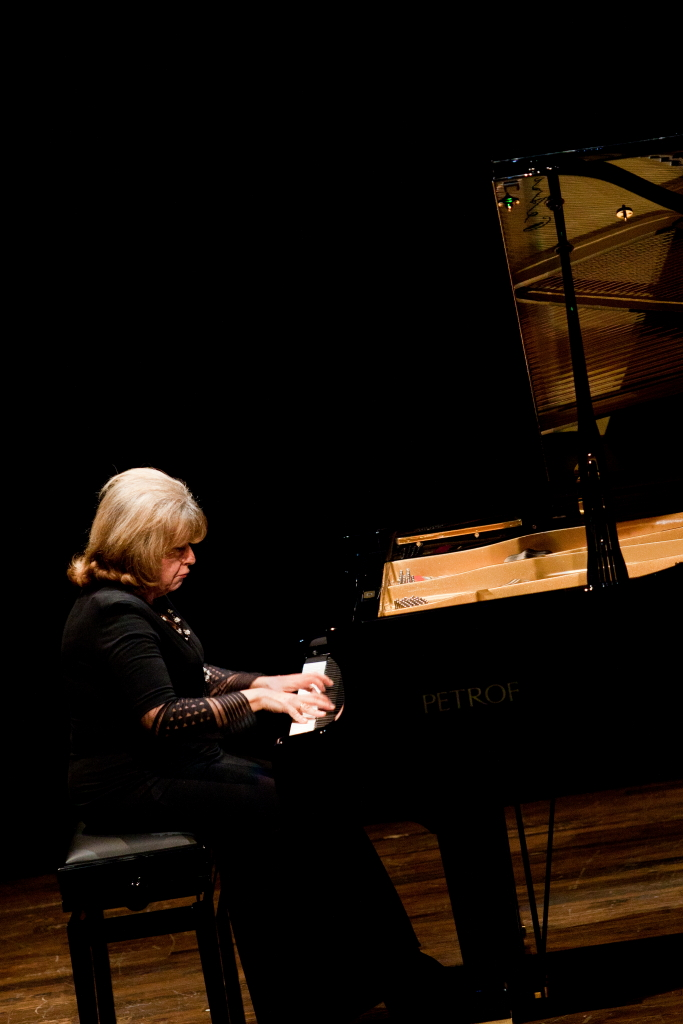
İdil Biret, Küçükçekmece, 2012

イディル・ビレット（İdil Biret, 1941年11月21日 アンカラ - ）はトルコの女性ピアニスト。

## 経歴
ナディア・ブーランジェとアルフレッド・コルトーに学んだミトハト・フェンメンに5歳で入門してピアノを始める。7歳のとき、トルコ議会が特別法を通過させたおかげで、幼くして留学が可能となり、パリ音楽院に入学してブーランジェらの指導を受ける一方、ブラームスなどの作曲家を、マドレーヌ・ド・ヴァルマレットから教わる。15歳のとき3つの部門で受賞して卒業すると、コルトーやヴィルヘルム・ケンプに師事してさらに研鑚を積んだ。
16歳から数々の国際的に名高いオーケストラと共演しており、これまでにロンドン交響楽団、ボストン交響楽団、レニングラード・フィルハーモニー管弦楽団、ライプツィヒ・ゲヴァントハウス管弦楽団、ドレスデン・シュターツカペレ、スイス・ロマンド管弦楽団、フランス国立管弦楽団、シドニー交響楽団と演奏している。共演した指揮者に、ヘルマン・シェルヘンやピエール・モントゥー、エーリヒ・ラインスドルフ、ルドルフ・ケンペ、ゲンナジー・ロジェストヴェンスキー、ラファエル・フリューベック・デ・ブルゴス、チャールズ・マッケラス、ジャン・フルネ、モーシェ・アツモン、岩城宏之がいる。ボストン交響楽団でのアメリカ・デビュー当日にケネディ大統領暗殺事件が起き、聴衆に事件が伝えられた直後に演奏する事となった。
ブーレーズのピアノ・ソナタと、リゲティの練習曲の第一巻と第二巻とを、それぞれ全曲録音を行なったただ一人の女性ピアニストである。ブーレーズの「ピアノ・ソナタ第2番」をスタジオで再録した唯一の女性ピアニストでもある。
ベルリンやモントリオール、イスタンブール、ドゥブロヴニク、モンペリエ、ノアーン、アテネなどの音楽祭にも客演。審査員としては、ヴァン・クライバーン国際ピアノコンクールやエリザベート王妃国際音楽コンクール、ヴァイマル・フランツ・リスト国際ピアノコンクール、フェルッチョ・ブゾーニ国際ピアノコンクールに参加している。近年では第2回リヒテル国際ピアノコンクールにも審査員として参加した。今後も審査員活動は続ける模様で、2017年はミュンヘン国際音楽コンクールピアノ部門の審査員を務めた。

## レパートリー
ビレットのレパートリーはかなり幅広く、バッハから現代音楽にまで跨っている。代表的なものとして1990年代から2000年代にナクソス・レーベルより発表された、ショパンとブラームス、ラフマニノフのピアノ曲は全曲録音を達成している。20世紀の音楽では、ミャスコフスキーやブクレシュリエフ、カスティリオーニ、サイグンなど比較的珍しい楽曲をレパートリーに含めていることでも知られる。
1980年代にはEMIより、リスト編曲のベートーヴェンの交響曲全集を6枚のアルバムとして発表した。1997年には、ブラームス没後100周年を記念して、5回の連続リサイタルにおいてピアノ曲の全曲演奏を行い、また2曲のピアノ協奏曲を演奏している。2003年には、やはりナクソスより、ストラヴィンスキーのバレエ音楽《火の鳥》全曲のピアノ版を発表した。マルコ・ポーロ・レーベルからは、恩師ケンプの作品・編曲集を発表している。
1980年代後半から2000年代にかけてNAXOSレーベルへの移籍を経て、現在はイディル・ビレット・アーカイヴズを設立し録音活動を継続している。ベートーヴェンのピアノソナタ;コンチェルト＆シンフォニー全集、バッハ平均律クラヴィーア曲集第一巻+第二巻の録音は完了した。ダウンロード専売にも対応している。
2011年は、リストの超絶技巧練習曲集の第二版を69歳で全曲録音した。2018年5月にビレット全集を発売している。過去の大量の音源のボックス化が行われる一方、ドビュッシーの練習曲全曲を75歳を過ぎてからリリースするなど生涯現役である。